# Nancy Barry
Nancy Marie Barry (* 2. August 1949 in Kansas City, Kansas) ist eine US-amerikanische Bankmanagerin.
Nancy Barry erlangte 1971 einen Bachelor in Wirtschaftswissenschaften an der Stanford University und 1975 den Master of Business Administration an der Harvard Business School.
Barry arbeitete bei der Weltbank, wo sie zuletzt die Abteilungen Public Sector Management (1986/87) und Industrial Development (1987–1990) leitete. Von 1990 bis 2006 war sie Zweite Vorsitzende der Women’s World Banking. Derzeit arbeitet sie mit der Interamerikanischen Entwicklungsbank zusammen.
Das Magazin Forbes listete Barry 2004 und 2005 auf Platz 98 auf der Liste der mächtigsten Frauen der Welt. 2004 wurde Barry mit dem Kellogg School Award for Distinguished Leadership ausgezeichnet. 2005 zeichnete die Harvard Business School sie mit dem Alumni Achievement Award aus.